# Hipnotyzuj mnie
Hipnotyzuj mnie – singel polskiej piosenkarki Nataszy Urbańskiej, wydany 8 grudnia 2014 na debiutanckim albumie studyjnym artystki zatytułowanym One. Piosenka została napisana przez samą wokalistkę we współpracy z producentami, Janem Smoczyńskim i Krzysztofem Pacanem, oraz Wojciechem Byrskim.

## Historia utworu

### Nagrywanie
Utwór został nagrany w 2013. Muzykę do piosenki skomponowali członkowie zespołu producenckiego June, czyli Jan Smoczyński i Krzysztof Pacan, natomiast za warstwę tekstową odpowiadał Wojciech Byrski.

### Teledysk
Teledysk do piosenki nakręcony został na początku miesiąca w Warszawie. W klipie gościnnie wystąpili: lider zespołu Acid Drinkers Tomasz „Titus” Pukacki, solista Teatru Wielkiego w Warszawie Adam Kozal, modele Jarosław Nesterowicz i Krystian Lipiec, aktor Michał Przybysławski oraz Henryk Dąbrowski i Dawid Kasperek. Oficjalny teledysk do piosenki miał swoją premierę 25 stycznia 2015, jego reżyserem została Kachna Baraniewicz, tego samego dnia został przedpremierowo zaprezentowany podczas programu śniadaniowego Dzień dobry TVN.
Urbańska opisała teledysk jako „plastyczny, estetyczny, elegancki i zmysłowy”.

### Wydanie i odbiór
Utwór został wydany jako czwarty singel promujący debiutancki album studyjny Urbańskiej, zatytułowany One. Piosenkarka zaprezentowała premierowo numer podczas finału programu telewizyjnego SuperSTARcie, który ostatecznie wygrała.
Piosenka „Hipnotyzuj mnie” spotkała się głównie z negatywnym odbiorem wśród recenzentów, którzy określili ją jako „słabą, klubową” oraz zawierającą słabą warstwę tekstową. Utwór został także uznany za „rozmytą i niekoniecznie udaną reinterpretację” singla „Nie mogę Cię zapomnieć” Agnieszki Chylińskiej. Z drugiej strony, utwór opisywany był także jako „rytmiczny kawałek”, piosenkarka Maryla Rodowicz określiła go jako „numer radiowy”, natomiast dziennikarz muzyczny Wojciech Mann jako „przebojowy”.